# Luganska ljudska republika
Luganska ljudska republika (rusko Луга́нская Наро́дная Респу́блика, Luganskaja Narodnaja Respublika) je mednarodno nepriznana republika v Ruski federaciji, ki se nahaja na okupiranem ozemlju Luganske oblasti v Ukrajini. Sprva je šlo za mednarodno nepriznano, vendar de facto neodvisno republiko, ki so jo priznale Rusija, Severna Koreja in Sirija pod režimom Bašarja al Asada (in Abhazija ter Južna Osetija), ostale članice OZN pa so jo štele za del Ukrajine. 
Ukrajina republiko obravnava kot teroristično organizacijo, ozemlje pod njenim nadzorom pa kot »začasno okupirano ozemlje«.
Republika je skupaj z Donecko ljudsko republiko nastala po revoluciji dostojanstva in sledečem proruskem uporu, ki ga je podpirala Rusija, po katerem se je začela vojna v Donbasu. Tako Luganska kot Donecka ljudska republika sta bili pogosto označeni za marionetno državo Rusije. Rusija je trdila, da separatističnima republikama pošilja humanitarno pomoč, vendar je v resnici pod to pretvezo po uspešni ukrajinski protiofenzivi poleti 2014 tja poslala svoje redne vojaške enote.
Po zaostritvi napetosti med Rusijo in Ukrajino je vlada ruskega predsednika Vladimirja Putina 21. februarja 2022 priznala državo kot neodvisno in suvereno ter tri dni kasneje začela invazija na Ukrajino. Konec septembra 2022 je v republiki potekal referendum o priključitvi Rusiji, na katerem je po uradnih izidih 98,42 % volivcev glasovalo za priključitev, večina držav pa ga je označila za nezakonitega. 2. oktobra je priključitev priznalo Ustavno sodišče Ruske federacije in postopek priključitve se je zaključil 5. oktobra. 4. oktobra je priključitev priznala Severna Koreja. Organizacija združenih narodov je v resoluciji pozvala proti priznanju »poskusa ilegalne aneksacije« ter zahtevala takojšen brezpogojni umik Rusije.

## Zgodovina

### Nastanek
Po odstavitvi ukrajinskega proruskega predsednika Viktorja Janukoviča leta 2014 so se marca v Lugansku začeli protesti, v katerih je okrog 1000 protestnikov zasedlo prostore SBU, okrog 2000–2500 protestnikov pa prostore mestne uprave in prostore državnega tožilstva. Po pogajanjih z aktivisti je vodja lokalne izpostave ministrstva za notranje zadeve napisal odstopno izjavo. 30. marca je na velikih protestih množica vzklikala »Ukrajina je Rusija!« in »Evropa je Sodoma in Gomora!« in »Ruščina – državni jezik!«. 27. aprila je bila razglašena Luganska ljudska republika. Valerij Dmitrijevič Bolotov je bil s strani protestnikov 21. aprila izvoljen za guvernerja Luganske ljudske republike.
11. maja 2014 je potekal referendum o razglasitvi neodvisnosti Luganske ljudske republike, ki ga je po besedah organizatorjev podprlo 96,2 % volivcev. Referendumsko vprašanje se je glasilo: »Ali podpirate razglasitev državne neodvisnosti Luganske ljudske republike? Da ali ne«. Volilna udeležba je bila po besedah organizatorjev 81 %. Referenduma ni spremljal noben mednarodni opazovalec in mednarodno ni bil priznan. Naslednji dan, 12. maja, je bila razglašena neodvisnost Luganske ljudske republike od Ukrajine.

### Ruska invazija leta 2022
V napadu na mesto Kadijivka 10. junija 2022 je ukrajinska vojska poročala o ubitih 22 najemenikih skupine Wagner po zadetku poveljniškega centra v lokalnem stadionu ter delila posnetke. Okupacijske oblasti so potrdile zadetek stadiona in število mrtvih, ter trdile, da so bile zadete tudi druge civilne zgradbe. 

## Stanje človekovih pravic
V maju 2014 so Združeni narodi opozirili na »alarmantno poslabšanje« človekovih pravic v ozemlju pod nadzorom separatistov. Poročali so o odsotnosti zakonov, ciljnih umorih, mučenju in ugrabitvah, ki so jih izvajali proruski separatisti. Prav tako so poročali o primerih groženj, napadov in ugrabitev novinarjev ter mednarodnih opazovalcev in napade na podpornike enotne Ukrajine.
Novembra 2014 so Združeni narodi poročali, da je ozemlje pod nadzorom samooklicane LLR v stanju »popolnega razpada reda in zakona«. Poročali so tudi o hudih kršitvah človekovih pravic s strani separatistov; usmrtitve, spolno nasilje, uničenje ter zasegi premoženja ter kršitev pravic ukrajinsko govorečih otrok, ker je bila ta odstranjena iz šol. Združeni narodi so prav tako poročali o številnih kršitvah človekovih pravic s strani ukrajinske vojske in prostovoljnih milic, kot so nezakonito pridržanje, mučenje in slabo ravnanje, pri čemer so opozorili na uradno zanikanje.
Decembra 2015 je misija Organizacije za varnost in sodelovanje v Evropi poročala o vzporednih »pravnih sistemih« v LLR.
Junija 2020 sta DLR in LLR kot edini državni jezik razglasila ruščino ter dokončno odstranila ukrajinščino iz šolskih programov. V praksi v šolah ta ni več bila prisotna že dlje časa.

## Okrožja
| Mesto/okrožje             | Prebivalci |
| ------------------------- | ---------- |
| Lugansk                   | 439.490    |
| Alčevsk                   | 108.294    |
| Antracit                  | 75.983     |
| Brjanka                   | 52.353     |
| Kirovsk                   | 32.930     |
| Krasnodon                 | 101.344    |
| Krasni Luč                | 121.040    |
| Pervomajsk                | 37.917     |
| Rovenki                   | 82.128     |
| Sverdlovsk                | 96.763     |
| Stahanov                  | 90.244     |
| Antracitsko okrožje       | 30.535     |
| Krasnodonsko okrožje      | 28.926     |
| Lutuginsko okrožje        | 66.085     |
| Perevalsko okrožje        | 68.929     |
| Popasnjansko okrožje      | 5.999      |
| Sverdlovsko okrožje       | 11.328     |
| Slavjanoserbsko okrožje   | 53.444     |
| Stanično-Lugansko okrožje | 2.817      |
| Skupno                    | 1.506.549  |